# Druy-Parigny
Druy-Parigny ist eine Gemeinde mit 303 Einwohnern (Stand 1. Januar 2022) in Zentralfrankreich im Département Nièvre in der Region Bourgogne-Franche-Comté (vor 2016 Bourgogne). Druy-Parigny gehört zum Arrondissement Nevers und zum Kanton Imphy (bis 2015 La Machine).

## Geografie
Druy-Parigny liegt etwa 18 Kilometer südöstlich von Nevers an der Loire, die die Gemeinde im Südwesten begrenzt. Umgeben wird Druy-Parigny von den Nachbargemeinden Beaumont-Sardolles im Norden, Trois-Vèvres im Nordosten, Sougy-sur-Loire im Osten und Südosten, Avril-sur-Loire im Süden, Fleury-sur-Loire im Südwesten, Béard im Westen sowie Saint-Ouen-sur-Loire im Westen und Nordwesten.

## Bevölkerungsentwicklung
| Jahr                       | 1962 | 1968 | 1975 | 1982 | 1990 | 1999 | 2006 | 2013 |
| Einwohner                  | 364  | 352  | 317  | 336  | 324  | 329  | 337  | 360  |
| Quellen: Cassini und INSEE |      |      |      |      |      |      |      |      |

## Sehenswürdigkeiten
- Kirche Saint-Martin
- Schloss Druy